# Heteroclymene glabra
Heteroclymene glabra är en ringmaskart som beskrevs av Moore 1923. Heteroclymene glabra ingår i släktet Heteroclymene och familjen Maldanidae. Inga underarter finns listade i Catalogue of Life.